# 強くしなやかな国民生活の実現を図るための防災・減災等に資する国土強靱化基本法
強くしなやかな国民生活の実現を図るための防災・減災等に資する国土強靱化基本法（つよくしなやかなこくみんせいかつのじつげんをはかるためのぼうさい・げんさいなどにしするこくどきょうじんかきほんほう、平成25年12月11日法律第95号）は、国土強靱化の推進に関する日本の基本法である。略称は国土強靱化基本法。
二階俊博（自由民主党）ら他11名の議員立法により成立。主務官庁は、国土交通省国土政策局である。

## 目的
この法律は、事前防災及び減災その他迅速な復旧復興並びに国際競争力の向上に資する国民生活及び国民経済に甚大な影響を及ぼすおそれがある大規模自然災害等に備えた国土の全域にわたる強靱な国づくりの推進に関し、基本理念を定め、国等の責務を明らかにし、及び国土強靱化基本計画の策定その他国土強靱化に関する施策の基本となる事項を定めるとともに、国土強靱化推進本部を設置すること等により、国土強靱化に関する施策を総合的かつ計画的に推進し、もって公共の福祉の確保並びに国民生活の向上及び国民経済の健全な発展に資することを目的とする。

## 概要
国土強靭化とは、「国土強靱化とは、地震や津波、台風などの自然災害に強い国づくり・地域づくりを目指す取組」を指す（内閣官房 国土強靭化推進室パンフレットより）。
大規模地震、津波、噴火、台風、局地的豪雨のほか、トンネル崩落など老朽インフラ事故を想定している。防災・減災の考え方に基づき、社会資本の整備、迅速な避難・人命救助の体制確保、帰宅困難者対策、鉄道・高速道路の代替ルートの確保、防災教育の充実、国の中枢機能のバックアップなどに取り組むとしている。

### 前文
出典。
我が国は、地理的及び自然的な特性から、多くの大規模自然災害等による被害を受け、自然の猛威は想像を超える悲惨な結果をもたらしてきた。我々は、東日本大震災の際、改めて自然の猛威の前に立ち尽くすとともに、その猛威からは逃れることができないことを思い知らされた。
我が国においては、21世紀前半に南海トラフ沿いで大規模な地震が発生することが懸念されており、加えて、首都直下地震、火山の噴火等による大規模自然災害等が発生するおそれも指摘されている。さらに、地震、火山の噴火等による大規模自然災害等が連続して発生する可能性も想定する必要がある。これらの大規模自然災害等が想定される最大の規模で発生した場合、東日本大震災を超える甚大な被害が発生し、まさに国難ともいえる状況となるおそれがある。また、近年、地震、台風、局地的な豪雨等による大規模自然災害等が各地で頻発している。我々は、このような自然の猛威から目をそらしてはならず、その猛威に正面から向き合わなければならない。このような大規模自然災害等から国民の生命、身体及び財産を保護し、並びに国民生活及び国民経済を守ることは、国が果たすべき基本的な責任の一つである。
もっとも、様々な災害が多発する我が国において、求められる事前防災及び減災に係る施策には限りがなく、他方、当該施策を実施するための財源は限られている。今すぐにでも発生し得る大規模自然災害等に備えて早急に事前防災及び減災に係る施策を進めるためには、大規模自然災害等に対する脆弱性を評価し、優先順位を定め、事前に的確な施策を実施して大規模自然災害等に強い国土及び地域を作るとともに、自らの生命及び生活を守ることができるよう地域住民の力を向上させることが必要である。また、大規模自然災害等から国及び国民を守るためには、大規模自然災害等の発生から72時間を経過するまでの間において、人員、物資、資金等の資源を、優先順位を付けて大規模かつ集中的に投入することができるよう、事前に備えておくことが必要である。このためには、国や地方公共団体だけではなく、地域住民、企業、関係団体等も含めて被災状況等の情報を共有すること、平時から大規模自然災害等に備えておくこと及び新たな技術革新に基づく最先端の技術や装置を活用することが不可欠である。加えて、東日本大震災により甚大な被害を受けた地域の復旧復興に国を挙げて取り組み、災害に強くしなやかな地域社会を再構築することを通じて被災地に希望を与えることも重要である。
さらに、我が国のこのような大規模自然災害等に備える取組を諸外国に発信することにより、国際競争力の向上に資するとともに災害対策の国際的な水準の向上に寄与することも、東日本大震災を経験した我が国が果たすべき使命の一つである。
ここに、強くしなやかな国民生活の実現を図る国土強靭化の取組を推進するため、この法律を制定する。